# Aladár Székely

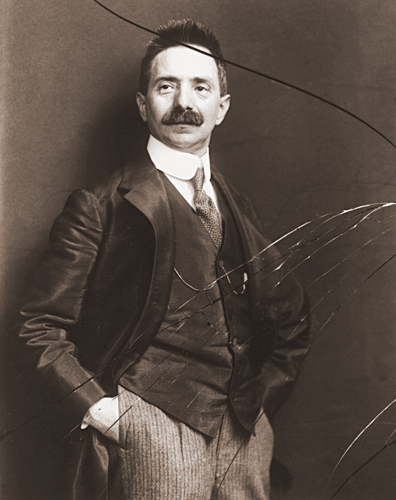
Selbstporträt (1910)

Aladár Székely (geboren 5. März 1870 in Békésgyula, Österreich-Ungarn als Adolf Bleyer; gestorben 27. September 1940 in Budapest, Königreich Ungarn) war ein ungarischer Fotograf.

## Leben
Adolf Bleyer magyarisierte seinen Namen zu Aladár Székely.
Székely machte eine Fotografenlehre bei den Gebrüdern Dunky in Kolozsvár. Ab den 1890er Jahren arbeitete er in Orosháza und an seinem Heimatort. Ab 1900 hatte er sein eigenes Fotoatelier an wechselnden Orten in Budapest und stellte 1906 als erster in Budapest auf dem Boulevard Nagykörút eine Werbevitrine auf. Er porträtierte die ungarischen Künstler József Rippl-Rónai, Béla Bartók und Loránd Eötvös. Endre Ady und Ignotus schrieben 1914 ein Vorwort zu seinem Fotoband Írók és művészek. Seine Fotos erschienen auch in der literarischen Zeitschrift  Nyugat.
Székely ist auf dem Új köztemető beerdigt.

Porträts von Aladár Székely
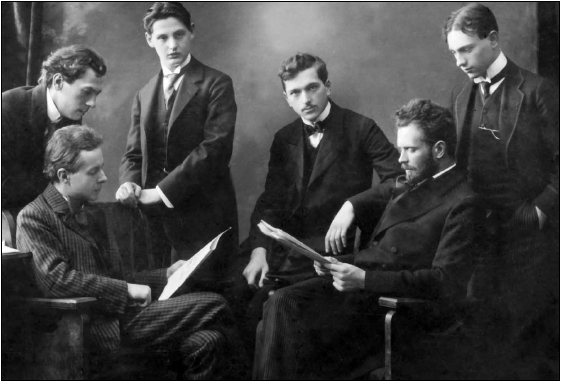
Waldbauer Quartett, Béla Bartók und Zoltán Kodály (1910)
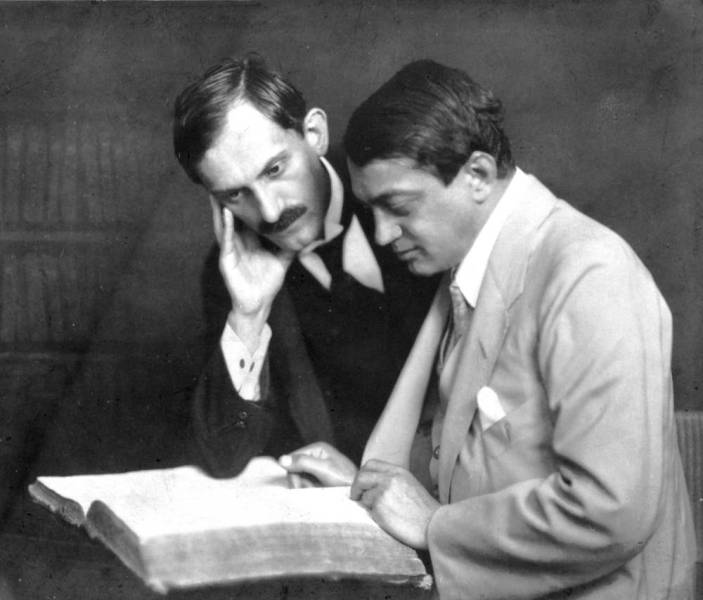
Endre Ady und Mihály Babits (1917)
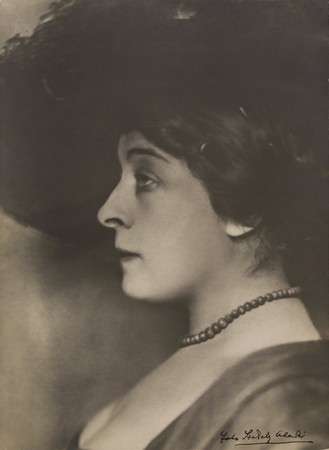
Léda (1908)
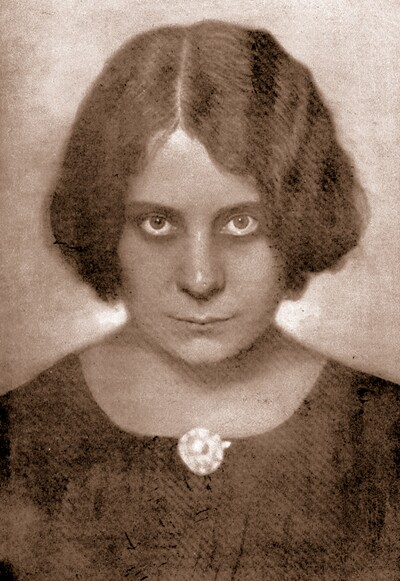
Margit Kaffka
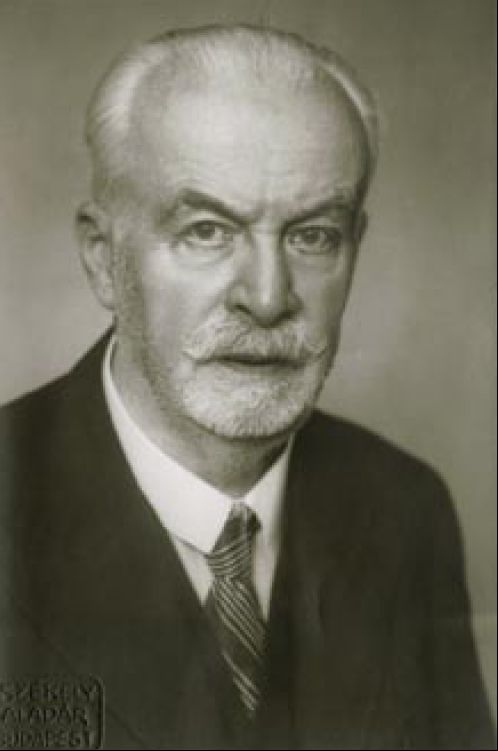
János Bókay, Jr. (1935)

## Schriften/Ausstellungen
- Irók es művészek. Vorwort Ady Endre und Ignotus. Budapest: Singer és Wolfner, 1915
- Katalin Dávid: Székely Aladár munkassága. Budapest: Corvina, 1968
- Csorba E Csilla: Székely Aladár: a művészi fényképész 1870–1940. Budapest: Vince Kiadó, 2003.
- Erzsébet Vezér, István Maróti, István Gazdag: Adyra gondolok: 125 vers Ady Endréről. Budapest: Petőfi Irodalmi Múzeum, 2002